# 憂いもなく
『憂いもなく』（うれいもなく、ドイツ語: Ohne Sorgen!）作品271は、ヨーゼフ・シュトラウスが作曲したポルカ・シュネル。演奏時間はおよそ2分。

## 解説

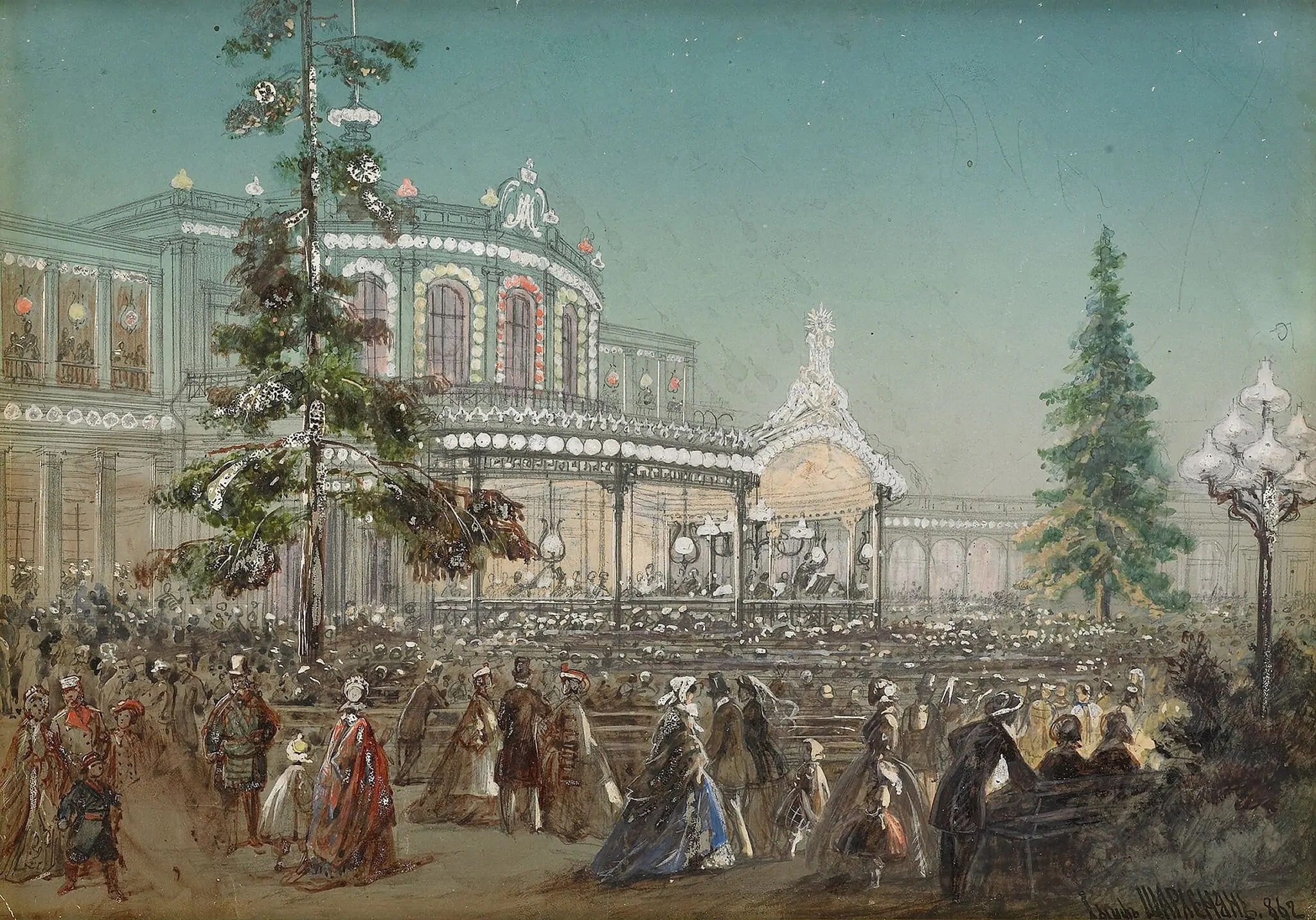
パヴロフスク駅でのコンサートを題材とした絵画（1862年作）

1869年の夏、ヨーゼフは兄のヨハン・シュトラウス2世とともにパヴロフスクに赴き、駅舎でのコンサートを交代で指揮した。兄ヨハン2世は1869年のロシア訪問を最後にして、パヴロフスクのコンサートの指揮をヨーゼフに完全に引き継がせたいと考えていた。しかし、当のヨーゼフはこの頃体調が優れなかった。9月10日（ロシア暦8月29日）、ヨーゼフはウィーンに残してきた妻カロリーネへの手紙の中で、次のように嘆いている。
| 「 | ぼくはとても元気には見えない。顔色も悪くなってきたし、頬もこけてきた。髪の毛もよく抜ける。全体的に体調が悪いのだ。（来年）契約されるかどうかも分からない。不安な気持ちでいるから、なおいっそう病気も進むし、欲求不満になる。 | 」 |

同時期、ヨーゼフはさらにこう述べている。「疲れきった心でぼくはポルカ2曲を適当に作った」と。適当に作ったというポルカ2曲がどれに該当するかは分かっていないが、このポルカ『憂いもなく』は1869年9月22日（ロシア暦9月10日）にパヴロフスクで初演されたものであり、妻に手紙を宛てた時期と一致する。ややノイローゼ気味になっていたヨーゼフは、希望をこめてこの『憂いもなく』という楽天的な題名で曲を作ったのだと考えられている。題名だけではなくその内容も楽天的なものであり、演奏途中の中間部とコーダの部分で楽団員の「アッハッハ！」という笑い声が入る演出が盛り込まれた陽気な曲となっている。